# Reina (シンガーソングライター)
Reina＋World （レイナワールド1990年11月16日 - ）は、日本のシンガーソングライター・タレント・モデルである。
愛知県豊橋市出身。所属事務所はアッシュプロダクション株式会社。2歳半からヴァイオリンを習い始め、プロオーケストラ「フェスティナ・レンテ合奏団」での演奏を経験する。高校2年生まで同オーケストラに所属。千葉大学理学部に進学後にシンガーソングライターとしての活動を開始。『科学と芸術は人類を救う』というテーマ・スタンスで活動している。音楽活動だけでなく、タレントとしても活動している。

## 略歴
- 愛知県豊橋市生まれ。
- 豊橋市立栄小学校卒業。
- 豊橋市立南部中学校卒業。
- 愛知県立時習館高等学校卒業[5]。
- 千葉大学理学部生物学科卒業。（後期入学）
- 2012年よりアッシュプロダクション株式会社に所属。
- 2014年東京大学大学院理学系研究科生物科学専攻修士課程入学、2016年同修了[6]。
- 2022年3月、同大学院博士課程退学[動画 2]。

## 人物・エピソード
- 父は微生物学者で国立大学の名誉教授。
- 特技はヴァイオリン。
- 趣味は動物の観察と飼育、クレーンゲーム、料理、ファッション、美容。
- 幼少期は昆虫をはじめとする生き物の観察、捕獲、飼育が好きで、あだ名が「昆虫博士」[7]。自由研究で市の優秀賞を毎年受賞していた。小学5年生の時に祖母を亡くしたことをきっかけに[7]「生と死の境目」に興味を持つ[8]。分子生物学の研究をして癌を撲滅したいという使命感が生まれる（直撃LIVE!グッディでの取材より）。
- 中学時代はブラスバンドに所属し、トロンボーンを担当。50人編成（A編成）のコンクールで、名指しで演奏を審査員に褒められるという経験をしたという話を ニコニコ生放送（presented byアッシュプロダクションチャンネル）やイベントで語っている。
- 千葉大学理学部では発生学を研究テーマとしていた。大学卒業後は分子生物学分野の志望する研究テーマを求め、東京大学大学院理学系研究科の修士課程に進学。発生学とエピジェネティクスを専門とし、2014年に修了。その後は同大学院博士課程へ進学[7]。DNA修復の研究に従事[動画 2]。博士課程に進学してからテレビ、メディアの出演が急増。公共施設での科学教室や科学エンタメイベントなど、「科学とエンタメの融合」に関する活動に力を入れている[8]。
- 2019年の秋に、芸名を　Reina࿇World（レイナ・ワールド）に改名した[9]。
- 2021年のスーパー耐久で『StarFiveハーテリーギャルズ』の一員[共演 1]としてレースクイーン活動を行う。同年8月には、東京オートサロンイメージガール『A-class』の2022年度メンバーを決めるセレクション審査にエントリーしたが[10]、メンバー入りはならなかった。ちなみに同年度のA-classメンバーを歴代最年長で務めた沙倉しずかとは2024年のTASで共演している[11][12]。

## 作品

### CD
- 1stミニアルバム「Reina+World」（2017年2月8日発売）[13][14]

## 出演

### テレビ
- めざましテレビ（2014年、フジテレビ）
- さんまの東大方程式 (2016年、フジテレビ)[15](Reina+World名義での記載)
- 直撃LIVE グッディ! (2016年、フジテレビ)
- お願い!ランキング カズレーザークリニック (2016年、テレ朝)
- 直撃!コロシアム!! ズバッと!TV（2016年 TBS）[5]
- 好きか嫌いか言う時間（2017年、TBS）[16]

### インターネットテレビ
- LINE LIVE"ガクタビチャレンジ～陣内智則さん　旅行に行きたいので10万円ください♪～" (2016年) [17]
- おぎやはぎの「ブス」テレビ　♯19（2017年5月、AbemaTV）- 美人枠ゲスト

### 広告
- BOMEX 広告モデル（三栄書房 2012年）[18]
- 美人×SNAP[19]
- ふじみ野市公共余熱利用施設エコパ パンフレットモデル（2014年）[20][21]
- 看護師専門転職サイト「ナースパワー」CM (2015年) [動画 3]
- ツール・ド・フランスさいたまクリテリウム悪魔娘として（悪魔おじさん）と共演　(2016年~) [22]
- ジェイエステティック広告モデル (2017年) [13]

### ラジオ
- レインボータウンFM 『ミュージックデリバリー』 2017年 [23]
- 渋谷クロスFM『SHIBUYA VOICE』2015年[24][25]
- 渋谷FM『SHIBUYA COOL GIRLS』アシスタントMC 2012年
- 市川うららFM『Reina+Worldの博士になりかけのRadio』2020年

### Webマガジン
- KADOKAWA  "EMIRA supported by TEPCO"ReinaWorldの記事掲載 2019年[26]

### イベント
- 東京ゲームショウ
  - CAPCOMブースコンパニオン（2012年[27]・2013年[28]・2014年[29]・2015年[30]）
  - D3パブリッシャーブースコンパニオン（2017年）[共演 2]
  - ELSAブースコンパニオン（2022年）[33]
- 豊橋ぽぷかる歩行者天国2（2013年10月13日） ライブステージ出演[1]
- 第2回・ふじみ野市立エコパ紅白歌合戦（2015年12月20日）[21]
- 東京レプタイルズワールド・Arionブースコンパニオン（2016年5月14日 - 15日、サンシャインシティ）[34]
- 第6回神田カレーグランプリ（2016年11月5日）[35]
- 浦和区民まつり（2016年11月6日、浦和パルコ前）[35]
- 東京オートサロン（幕張メッセ）
  - DENSOブースコンパニオン（2019年1月11日 - 13日）[共演 3][38]
  - GYEON Japanブースコンパニオン（2024年1月12日 - 14日）[11][12]
- JAPAN MOBILITY SHOW2023・THKブースコンパニオン（2023年10月25日 - 11月5日、東京ビッグサイト）[39]

### 共演メンバー
1. ↑  矢沢麻以・真田りな・森美咲・瀬川あいり[3]
2. ↑  生田ちむ・草加もな・南野カイリ・宮本りお・なつはらななこ[31][32]
3. ↑  月中秋実・片瀬舞美・如月沙羅・城谷心夏・浪瀬まゆみ・鳴村なか・松原さえ[36][37]

### 動画
1. ↑  『Open to the world』 Reina＋World feat.初音ミク - YouTube（2020年2月7日）2022年3月20日閲覧。
2. 1 2  日本版AAAS設立準備委員会 【委員メンバーインタビュー】Reina＋World　東京大学　理学系研究科　博士課程 - YouTube（2021年2月21日）2024年11月17日閲覧。
3. ↑  ナースパワー（看護師転職サポート）30周年記念CM30ver - YouTube（2015年2月26日）2022年3月20日閲覧。